# Kia Carnival
A Carnival é uma minivan de porte médio-grande da Kia.

## Galeria
- Primeira geração (1998-2006)
- Segunda geração (2006-2014)
- Terceira geração (2015-2021)
- Quarta geração (2021-presente)